# Lesley Bush
Pour les articles homonymes, voir Bush.
Lesley Leigh Bush, née le 17 septembre 1947 à Orange (New Jersey), est une plongeuse américaine. 

## Biographie
Lesley Bush remporte aux Jeux olympiques d'été de 1964 à Tokyo la médaille d'or du plongeon individuel à 10 mètres. Trois ans plus tard, elle obtient l'or aux Jeux panaméricains de Winnipeg.
Elle entre à l'International Swimming Hall of Fame en 1986.
Elle se marie avec le nageur Charles  Hickcox, mais divorce plus tard.